# 팔라스 데 레이역
팔라스 데 레이 역(스페인어: Palas del Rey)은 마드리드 경전철 1호선의 역이다. 마드리드 푸엥카랄엘파르도 구 발베르데 지역의 라스타블라스델바리오 주택지구에 위치해 있다. 정확히는 팔라스 데 레이 거리와 산토 도밍고 데 라 칼사다 대로가 만나는 교차로 지점에 자리잡고 있다. 요금구역상으로는 A구역에 속한다.

## 역사
2007년 5월 24일 마드리드 경전철 1호선의 개통과 함께 문을 열었다. 1호선에서 지상에 위치한 4개 역 중 하나다.

## 환승 정보
역 주변에 시내버스 정류장이 네 곳 있다.
버스
- 시내버스
  - 172, 176, T61번 버스 (주간)
  - N24번 버스 (야간)

지하철
| 마드리드 경전철                  | 마드리드 경전철       | 마드리드 경전철 |
| -------------------------------- | --------------------- | --------------- |
| 마리아 투도르 피나르 데 차마르틴 | 마드리드 경전철 1호선 | 라스 타블라스   |